# Hälfte des Lebens

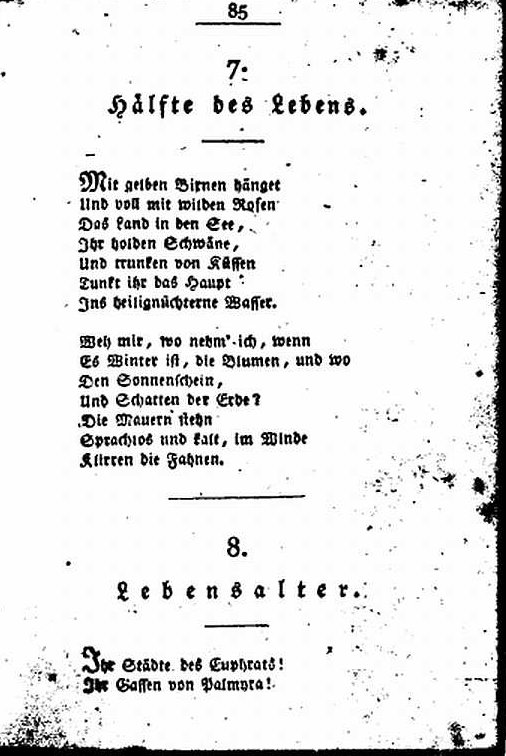
Das Gedicht im Taschenbuch für das Jahr 1805.

Hälfte des Lebens ist eines der berühmtesten Gedichte von Friedrich Hölderlin. Es erschien zuerst im Jahr 1804 in  Friedrich Wilmans Taschenbuch für das Jahr 1805.

## Inhalt
Hölderlins Gedicht hat folgenden Wortlaut:
Hälfte des Lebens

Mit gelben Birnen hänget

Und voll mit wilden Rosen

Das Land in den See,

Ihr holden Schwäne,

Und trunken von Küssen

Tunkt ihr das Haupt

Ins heilignüchterne Wasser.

Weh mir, wo nehm’ ich, wenn

Es Winter ist, die Blumen, und wo

Den Sonnenschein,

Und Schatten der Erde?

Die Mauern stehn

Sprachlos und kalt, im Winde

Klirren die Fahnen.

## Form
Die Strophen weisen 42 bzw. 41 Silben auf, d. h. das Gedicht ist symmetrisch aufgebaut, mit dem Bruch genau in der Mitte.
Die verwendeten Symbole: Birnbaum – Rosen – Wasser – Mauern – klirrende Fahnen könnten in ihrer Abfolge die Form einer Parabel andeuten, deren Scheitelpunkt in der Mitte des Gedichtes liegt. Die Zäsur zwischen den beiden Strophen, auf die so deutlich hingewiesen wird, ist nach Meinung einiger Autoren für Hölderlin ein Symbol des Erhabenen. Die Verklammerung zwischen den beiden Strophen ergibt sich aus Wasser und den darauf folgenden Weh-Fragen, schließlich endend mit Winde, dem Aushauchen des Lebens.

## Veröffentlichungsgeschichte
Hölderlin sandte neun von ihm selbst als „Nachtgesänge“ bezeichnete Gedichte, darunter Hälfte des Lebens, Ende 1803/Anfang 1804 aus Nürtingen an den Verleger Friedrich Wilmans. Textgenetisch sind in dem Gedicht 11 Segmente zusammengefügt, die in anderen Zusammenhängen entstanden sind. Die Gedichte erschienen Ende August 1804 im Taschenbuch für das Jahr 1805.
Christoph Theodor Schwab und Ludwig Uhland, die 1826 einen ersten Hölderlin-Gedichtband herausgaben, übergingen die Nachtgesänge, also auch Hälfte des Lebens, weil sie sie für Produkte der Geisteskrankheit hielten. Das Gedicht erschien erst wieder in der von Schwab 1846 besorgten Hölderlin-Gesamtausgabe, allerdings wurde in dieser Version „Birnen“ durch „Blumen“ ersetzt; diese Version wird auch in der Werkausgabe von 1906 in der Rubrik  „Aus der Zeit des Irrsinns“ präsentiert.

## Rezeption
Selbst Verehrer Hölderlins im 19. Jahrhundert konnten dieses Gedicht nicht einordnen. 2016 konstatierte dagegen der Literaturwissenschaftler Rüdiger Görner, Hälfte des Lebens seien die „wohl am intensivsten interpretierten vierzehn Zeilen deutschsprachiger Lyrik“. Das Gedicht wurde vielfach vertont und in zahlreiche Sprachen übersetzt.
Kurz vor seiner Ausbürgerung aus der DDR trug der Dichter Wolf Biermann das Hölderlin-Gedicht am 13. November 1976 in der Kölner Sporthalle vor; das Konzert wurde vom WDR in der Reihe „Radiothek“ live übertragen. Kurz darauf am 19. November 1976 brachte Das Erste (ARD) das Konzert in voller Länge. Durch diesen Mitschnitt hörten viele Menschen in der DDR zum ersten Mal Biermanns Lieder und seine politische Rezeption Hölderlins. Mit den betonten drei Schlusszeilen von "Hälfte des Lebens" spielte Biermann auf die politische Situation in der DDR und Mitteleuropa an. 

## Sonstiges
Der Titel des Gedichts ist auch der Titel des DEFA-Spielfilms Hälfte des Lebens von Herrmann Zschoche aus dem Jahre 1985, der Hölderlins Lebensjahre zwischen 1796 und 1806 darstellt.
Das Gedicht, auf einer Glasplatte graviert, hängt an einem Baum (einer Silber-Pappel) im Gräflichen Park Bad Driburg, nahe am steinernen Hölderlin-Denkmal.
In einer Interpretation wird das Gedicht mit dem Werk Goethes Über allen Gipfeln ist Ruh ... verglichen.